# Gonzalo del Campo
Gonzalo del Campo ou Lopez de Ocampo (falecido a 15 de outubro de 1627) foi um prelado católico romano que serviu como arcebispo de Lima (1625–1627).

## Biografia
A 2 de outubro de 1623, o Papa Urbano VIII nomeou Gonzalo del Campo, o quinto Arcebispo de Lima. A 10 de março de 1624, foi consagrado bispo em Madrid por Luis Fernández de Córdoba, arcebispo de Santiago de Compostela e empossado no dia 20 de agosto de 1625. Serviu como arcebispo de Lima até à sua morte em 15 de outubro de 1627.
Enquanto bispo, foi o principal consagrador de Francisco Sotomayor, bispo de Cartagena.